# إفالد ميكسون
إفالد ميكسون (بالإستونية: Evald Mikson)‏ (و. 1911 – 1993 م) هو لاعب كرة قدم إستوني، ولد في تارتو، مركز لعبه هو حارس مرمى، توفي في ريكيافيك، عن عمر يناهز 82 عاماً.

## روابط خارجية
- إفالد ميكسون على موقع ناشيونال فوتبول تيمز (الإنجليزية)